# Jack Lousma
Jack Robert Lousma (Grand Rapids, Michigan, 1936. február 29. –) amerikai űrhajós.

## Életpálya
A Michigani Egyetemen 1959-ben repülőmérnöki diplomát szerzett, majd 1973-ban doktori címet kapott. 1959-től az amerikai tengerészgyalogság  repülőtisztje, ezredesi rangban. 1966. április 4-től űrhajóskiképzésbe részesült. Összesen 67 napot, 11 órát és 13 percet töltött a világűrben. 1983. október 1-jén kilépett a NASA kötelékéből.
Nős, négy gyermeke, hét unokája és egy dédunokája van.

## Repülései
- Skylab–3 - 1973. szeptember 25. - július 28., a második személyzet pilótája
- 1975-ben az Apollo–Szojuz-program tartalék pilótája
- STS–3 (Space Shuttle) – 1982. március 22-30., parancsnok